# Adomnán
Adomnán de Iona (nacido probablemente en agosto de 627 en el Condado de Donegal, Irlanda - Iona, Escocia, 704) fue abad de Iona (679-704), hagiógrafo, hombre de Estado y teólogo. Fue el autor de la más importante biografía de Columba de Iona y propulsor de la Ley de Inocentes, lex innocentium, también conocida como Cáin Adomnáin o "Ley de Adomnán". 

## Vida
Adomnán descendía de Colmán mac Sétna, familia política de algunos ancestros de San Columba, por parte de su hijo Ainmire, de los reyes de Cenél Conaill. Era hijo de Rónán mac Tinne, una mujer de la dinastía Uí Néill conocida como Cenél nÉnda. El lugar de nacimiento de Adomnán es desconocido, aunque se presume que podría haber nacido en el territorio de Cenél Conaill, ubicado en el actual Condado de Donegal. Existen algunas anécdotas del santo que parecen afirmar que al menos su infancia la vivió en esta zona. 
Se cree que Adomnán pudo haber iniciado su carrera monástica en un monasterio columbano llamado Druim Tuamma, pero esto no se ha podido confirmar debido a la amplia posibilidad de que pudiera haberse iniciado en cualquier asentamiento en el norte Irlanda o en Dál Riata. Quizás Durrow sea la ciudad que ofrezca mayores posibilidades. Es probable que se uniera a la familia columbana (federación de monasterios bajo la batuta de la Abadía de Iona) cerca de los años 640. Algunos historiadores modernos creen que tal vez pudo no haber ido a Iona hasta después del año 669, año en que se hizo cargo de la abadía Failbe, el primer abad del que Adomnán dio cierta información. Otras versiones argumentan que Adomnán hizo su aparición probablemente en Iona mientras la abadía era dirigida por Ségéne, alrededor del año 652. Adomnán era conocido por tener un nivel de conocimientos poco común en la Alta Edad Media y sobre todo en el norte de Europa. Existen hipótesis y versiones que referencian que Adomnán estudió y dictó cátedra en Durrow.
Antes de convertirse en el Abad de Iona, San Adomnán también fue abad del monasterio de Skreen en el Condado de Sligo. El sitio, originalmente conocido como Conc na Maoil y que se traduce como Montaña de los Sellos, aún puede ser apreciado hoy en día.

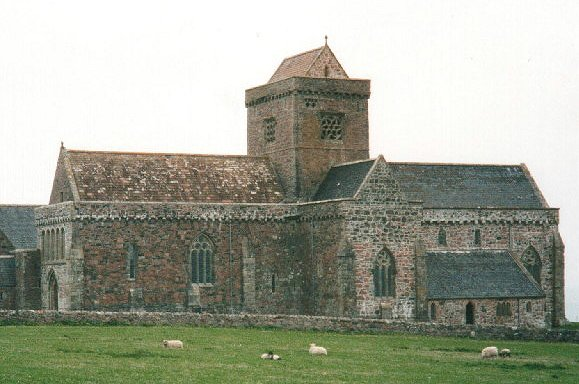
Abadía de Iona.

Para 679, Adomnán se había convertido en el noveno abad de Iona, después de Columba. Como abad entabló amistad con el rey Aldfrith de Northumbria. En 686, tras la muerte del hermano del Rey Aldfrith, Ecgfrido de Northumbria y de la línea sucesoria al reino de Aldfrith, Adomnán visitó Northumbria a petición del Rey Fínsnechta Fledach de Brega, con el fin de obtener la libertad de sesenta Galeses que habían sido capturados en Northumbria unos dos años antes. Tras tener éxito en su misión, Adomnán, manteniendo la tradición de Iona, realizó varios viajes a las tierras inglesas desde su abadía. Se cree que fue durante una de sus visitas a Northumbria, bajo la influencia del abad Ceolfrido de Jarrow, cuando Adomnán decidió adoptar el calendario romano que ya había sido introducido en la isla algunos años antes del Sínodo de Whitby. Se cree que esto fue el origen de un cisma en Iona y que, a consecuencia del mismo, Adomnán se alejó de sus hermanos en Iona y viajó a Irlanda para convencer a los irlandeses de emplear el calendario romano.
Se cree que Adomnán promulgó en 697 la Cáin Adomnáin, cuyo significado literal es "Ley de Adomnán". La Cáin Adomnáin fue promulgada entre los irlandeses de Dal Ríata y nobles Pictos en el Sínodo de Birr. Este conjunto de leyes estaba ideado, entre otras cosas, para garantizar la seguridad y la inmunidad de los no combatientes en tiempos de guerra. Por esta razón, es también conocida como "Ley de Inocentes". Esta es la primera iniciativa de este tipo que se registra en Europa, y como tal, es revisada a menudo, aunque dudosamente, como prototipo en las Convenciones de Ginebra y en la Declaración Universal de los Derechos Humanos.

## Obras
La obra más importante de Adomnán, y la única por la cual mejor se le conoce, es la biografía de San Columba, fundador de Iona. La fuente es de lejos la obra escrita más importante que haya sobrevivido en la Escocia medieval, y es una fuente vital para conocer más acerca de los pueblos que vivían en esta región, entre ellos los pictos. Es igualmente una fuente primordial para conocer acerca de la vida de los monjes en Iona y en los distintos monasterios galeses. Sin embargo, la Vita no fue su único trabajo. pues escribió el tratado De Locis Sanctis ("Sobre Sitios Sagrados"), un registro minucioso de los distintos lugares sagrados del Cristianismo y centros de peregrinaje. Adomnán consiguió mucha de esta información a través de un obispo franco llamado Arculfo, quien realizó viajes a distintos lugares de Egipto, Roma, Constantinopla y Tierra Santa, y quien mucho más tarde visitó Iona. Asimismo se le atribuye una buen parte de la poesía gaélica, incluyendo una oda al Rey picto Bridei III (671-693) por su victoria contra el ejército de Northumbria en la Batalla de Dunnichen en el año 685.
Adomnán murió en el año 704 y se convirtió en santo tradicional para los escoceces e irlandeses, pero también es conocido por ser una figura activa dentro de la historia de ambos pueblos. Su muerte y día festivo se conmemoran el 23 de septiembre. Junto a san Columba de Iona, es patrón de la Diócesis de Rafoe, la cual es la más grande en el Condado de Donegal en el noroeste de Irlanda.

## Legado
En su nativo Donegal, el santo da su nombre a numerosas instituciones y edificios, citándose entre otros:

- La Catedral de San Eunano en Letterkenny, Condado de Donegal; cabecera del Obispado de Rafoe,
- El Colegio de San Eunano, una prestigiosa secundaria en Letterkenny,
- La Escuela Nacional de San Eunano, en un pequeño pueblo cercano a Laghey, al sur del pueblo de Donegal,